# Norge digitalt
Norge digitalt är ett officiellt norskt samarbete för spridande av fastslagen information från Norges myndigheter.
Bland annat driver samarbetet webbplatsen geoNorge, som är en nationell geografisk portal i Norge. På den hemsidan finns kartor från det norska ämbetsverket Statens kartverk.